# Anastrepha gigantea
Anastrepha gigantea är en tvåvingeart som beskrevs av Stone 1942. Anastrepha gigantea ingår i släktet Anastrepha och familjen borrflugor.
Artens utbredningsområde är Panama. Inga underarter finns listade i Catalogue of Life.